# 法靈頓站
法靈頓站（英語：Farringdon tube station）是英國倫敦地鐵、英國國鐵和伊利沙伯綫的鐵路轉乘站，位於伊斯靈頓區克勒肯維爾。本站開通於1863年1月10日，當時是大都會鐵路的端點站，是世界首批地鐵站之一。本站位於倫敦第1收費區。
倫敦地鐵環線、漢默史密斯及城市線和大都會線列車均停靠本站。本站的英國國鐵服務由泰晤士連線提供。

## 列車服務

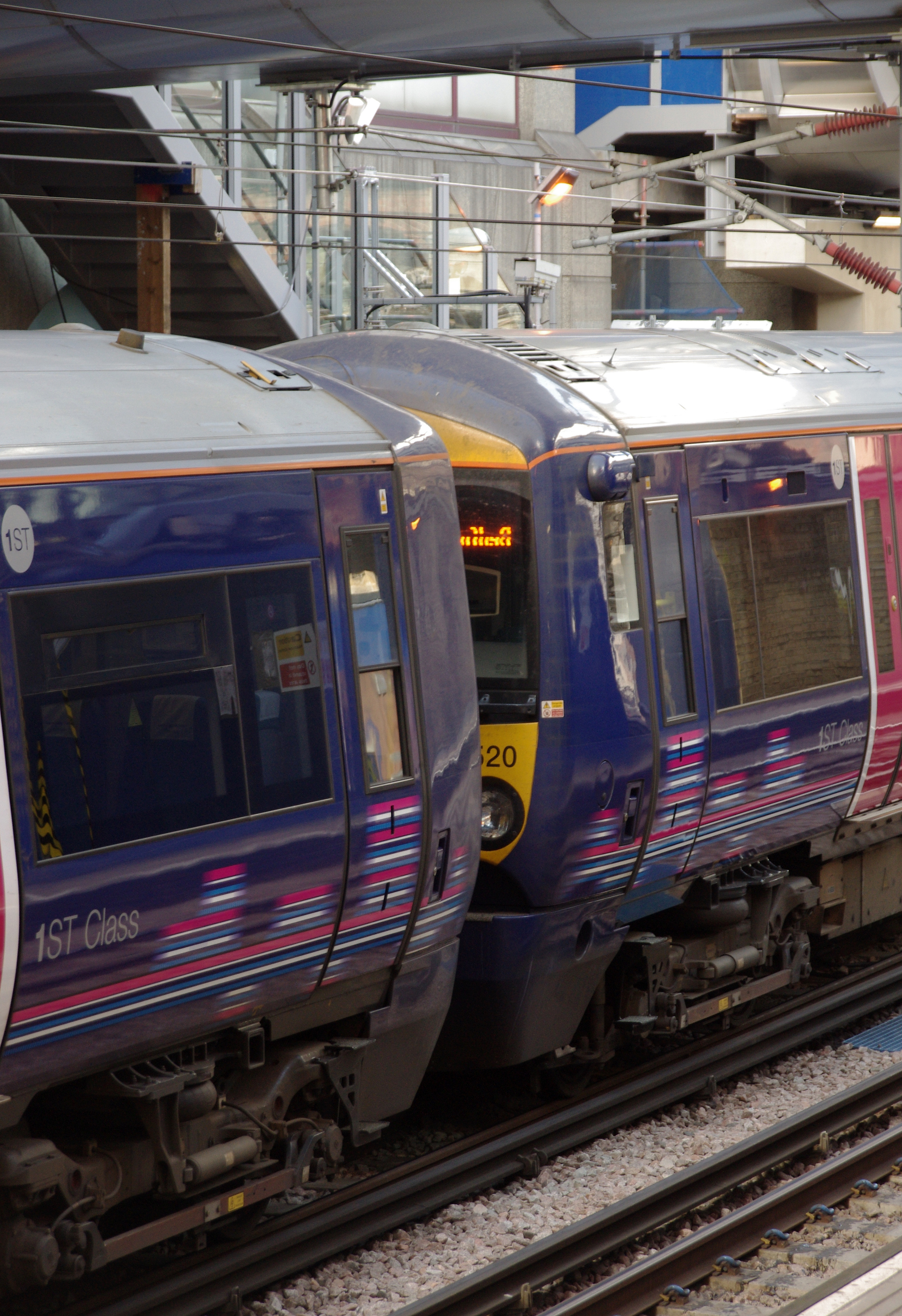
法靈頓站位於泰晤士連線網絡的核心部分，圖中顯示的英國鐵路377型列車曾服務貝德福德至布萊頓線，現已被英國鐵路700型列車取代

### 倫敦地鐵

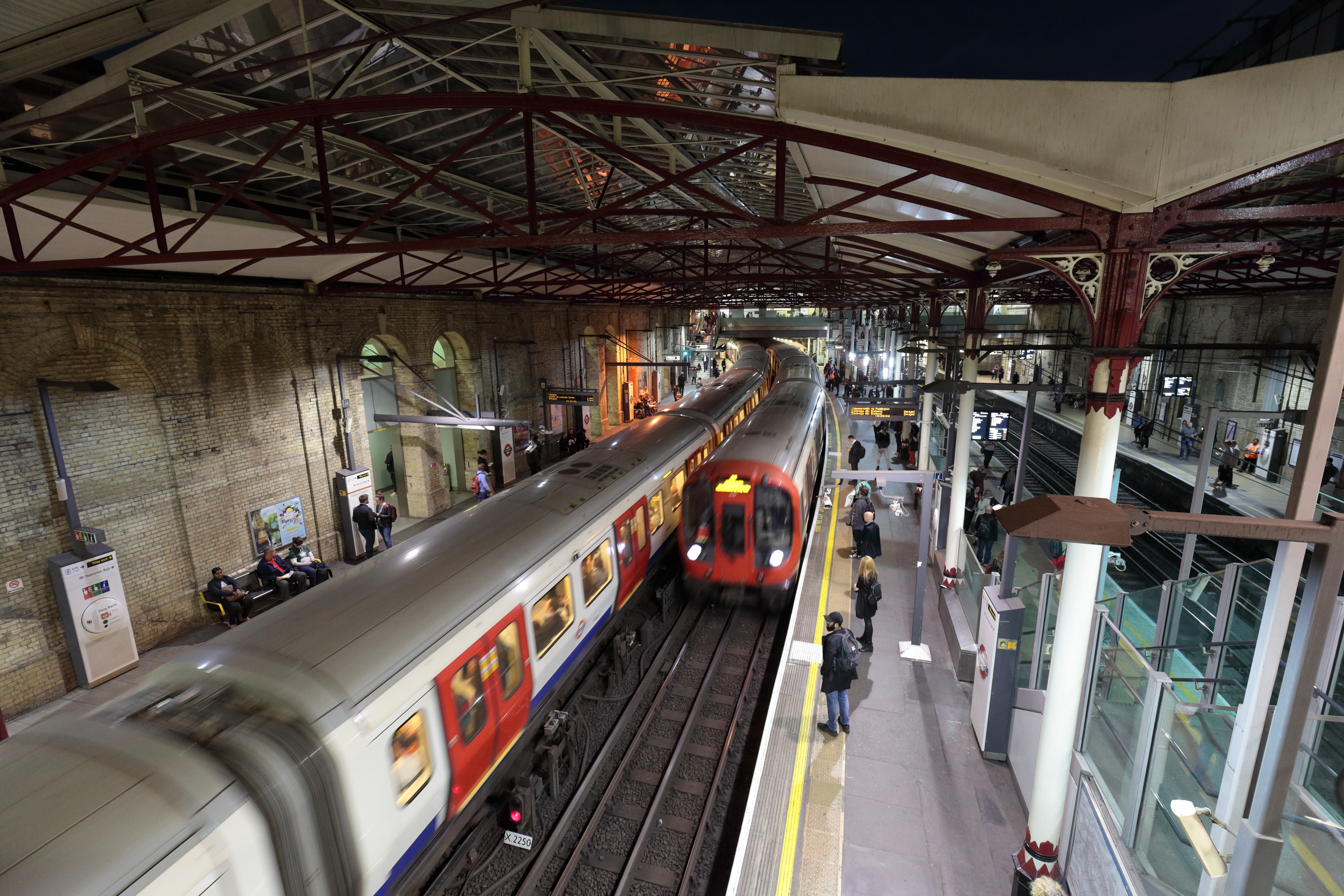
法靈頓站的地鐵列車

法靈頓站地鐵月台直接位於國鐵月台旁邊，環線、漢默史密斯及城市線和大都會線列車均會停靠本站。 由於三線自貝克街站至阿爾德門交匯處之間（包括本站上下行路段）均共軌， 使此段成為倫敦地鐵網絡中最頻繁使用的路段之一。

#### 環線
非繁忙時間每小時列車班次為:
- 6班至埃奇韋爾路 （順時針、經利物浦街）
- 6班至漢默史密斯 （逆時針、經國王十字聖潘克拉斯站）

#### 漢默史密斯及城市線
非繁忙時間每小時列車班次為:
- 6班東行至柏京
- 6班西行至漢默史密斯

#### 大都會線
大都會線是目前唯一提供快速、半快速列車服務的倫敦地鐵線路。 快速列車不會停靠溫布利公園站至山上哈羅站、山上哈羅站至沼澤公園站之間的中途站。半快速列車則只不會停靠溫布利公園站至山上哈羅站之間的中途站。
非繁忙時間每小時列車班次為:
- 12班東行至 阿爾德門
- 2班西行至 阿默舍姆 (各站停車)
- 2班西行至 切舍姆 (各站停車)
- 8班西行至 阿克斯橋 (各站停車)

非繁忙時間往返沃特福德站的列車起訖站為貝克街站
繁忙時間每小時列車班次為:
- 14班東行至 阿爾德門
- 2班西行至 阿默舍姆 （快速）
- 2班西行至 切舍姆 （快速）
- 4班西行至 沃特福德 （半快速）
- 6班西行至 阿克斯橋 （各站停車/半快速）

### 英國國鐵
本站的英國國鐵服務全數由泰晤士連線提供。
非繁忙時間每小時列車班次為:
- 4班至 布萊頓 （經蓋特威克機場）
- 2班至 霍舍姆（經雷德希爾和蓋特威克機場）
- 2班至 蓋特威克機場 （經雷德希爾）
- 2班至 雷恩漢姆 （經格林尼治、伍利奇兵工廠、達特福德和格雷夫森德）
- 4班至 薩頓 （其中2班經海科布里吉、2班經溫布頓）
- 4班至 聖奧爾本斯市 (各站停車)
- 2班至 盧頓 （不停肯蒂什鎮站、克里克伍德和亨頓）
- 4班至 貝德福德 (半快速)
- 2班至 劍橋 （經斯蒂夫尼奇）
- 2班至 彼得伯勒 （經斯蒂夫尼奇）

此站於晚間亦有每半小時一班往返貝德福德和三橋站的列車服務。

### 伊利沙伯線
目前每小時列車班次為:
- 8班東行 往修道院森林
- 8班東行 往仙菲爾德
- 2班西行 往希斯羅機場4號航站樓
- 2班西行 往希斯羅機場5號航站樓
- 2班西行 往梅登黑德
- 2班西行 往雷丁
- 8班西行 往帕丁頓

## 外部連結
- . TfL.   [2016-02-28]. （原始内容存档于2012-09-07）.
- . Thameslink Programme. Thameslink. （原始内容存档于2009-02-03）.